# 1184 en santé et médecine
| Années de la santé et de la médecine : 1181 - 1182 - 1183 - 1184 - 1185 - 1186 - 1187    |
| Décennies de la santé et de la médecine : 1150 - 1160 - 1170 - 1180 - 1190 - 1200 - 1210 |

Cet article présente les faits marquants de l'année 1184 en santé et médecine.

## Fondations
- Pierre d'Amiens, seigneur de Flixecourt, Vignacourt et autres lieux, donne un fief situé entre Vaux et Flesselles, acte qui peut être tenu pour fondateur de l'hôpital Saint-Jean d'Amiens[1],[2].
- Avant 1184 : fondation de la maladrerie de Saint-Florentin, en Bourgogne[3].
- 1181-1184 : fondation à Paris de l'hôpital des pauvres de Sainte-Opportune, dont la première mention datera de 1188 et qui sera renommé hôpital Sainte-Catherine en 1222[4],[5],[6].
- 1184-1185 : fondation de l'hôpital du pont du Rhône, qui est à l'origine de l'Hôtel-Dieu de Lyon[7].

## Personnalité
- 1173-1184 : fl.  Guillaume Pons, médecin à Montpellier[8].

## Naissance
- Gilles de Portugal ou de Santarem (mort en 1245 au plus tôt), dominicain, prieur provincial d'Espagne, étudia la médecine à Paris, auteur d'une traduction latine de Rhazès et d'au moins un autre ouvrage à caractère médical[9].

## Décès
- Abou'l-Bayan Ebn al-Modawwar al-Sedid (né en 1101), médecin karaïte du Caire au service de Saladin[10].

## Référence
1. ↑  Louis Doüet d'Arcq, « Victor de Beauvillé, Recueil de documents inédits concernant la Picardie, Paris, impr. impériale, 1860 compte rendu », Bibliothèque de l'école des chartes, vol. 22,‎ 1861, p. 291 (lire en ligne).
2. ↑  Jehan Sauval, « Saint-Leu : Hôtel-Dieu », Amiens hier et aujourd'hui : Histoire de notre ville, 10 mars 2004 [lire en ligne] (source : archives municipales d'Amiens).
3. ↑  Charles Moiset, « L'Ancienne Maladrerie de Saint-Florentin », Annuaire historique du département de l'Yonne, vol. 39 (14e de la 2e série),‎ 1875, p. 191 (lire en ligne).
4. ↑  Nicolas-Michel Troche, « Notice sur l'ancien hôpital de Sainte-Catherine, primitivement de Sainte-Opportune, rue Saint-Denis, no 72, à Paris », Revue archéologique, vol. 19, no 2,‎ 1853, p. 432-439 (lire en ligne).
5. ↑  Jean Cheymol, « L'Hôpital Sainte-Catherine à Paris (1181-1794) », Histoire des sciences médicales, vol. 16, no 4,‎ 1983, p. 239-261 (lire en ligne).
6. ↑  « Sainte-Catherine (1184-an II) », blog de l'Assistance publique - Hôpitaux de Paris, 17 avril 2013 [lire en ligne (page consultée le 18 avril 2020)].
7. ↑  Pierre Astier, L'Hôtel-Dieu de Lyon et le Département du Rhône, Lyon, impr. de P. Legendre et Cie, 1912, 294 p. (lire en ligne), p. 39.
8. ↑  Ernest Wickersheimer et Guy Beaujouan (éd.), Dictionnaire biographique des médecins en France au Moyen Âge, vol. 1, Genève, Droz, coll. « Hautes études médiévales et modernes » (no 34/1), 1979 (1re éd. 1936) (ISBN 978-2-600-04664-0, lire en ligne), « Guillaume Pons », p. 260.
9. ↑  Ernest Wickersheimer, Guy Beaujouan (éd.) et Danielle Jacquart, Dictionnaire biographique des médecins en France au Moyen Âge, vol. 3 : Supplément, Genève, Droz, coll. « Hautes études médiévales et modernes » (no 35), 1980, 781 p. (ISBN 978-2-600-03384-8, lire en ligne), « Gilles de Portugal », p. 2 et 91.
10. ↑  Eliakim Carmoly, Histoire des médecins juifs anciens et modernes, t. 1, Bruxelles, Société encyclographique des sciences médicales, 1844, 272 p. (lire en ligne), p. 56.